# Manuel Lisandro Barillas Bercián

Manuel Lisandro Barillas

Manuel Lisandro Barillas Bercián (* 17. Januar 1845 in Quetzaltenango, Guatemala; † 15. März 1907 in Mexiko-Stadt) war ein guatemaltekischer General und Präsident.

## Leben

### Herkunft und frühe Laufbahn
Manuel Barillas stammte aus einer bescheidenen Landbesitzer- und Offiziersfamilie im Departement Quetzaltenango. Sein Vater war der General José María Barillas.
Manuel Barillas besuchte die Schule in Quetzaltenango, schlug anschließend entsprechend der Familientradition die Offizierslaufbahn ein und machte im Militär rasch Karriere. Zuletzt war er Gouverneur (jefe político) des Departements Quetzaltenango und unter Präsident Barrios zweiter Stellvertreter des Präsidenten (segundo designado a la presidencia).

### Präsidentschaft
Als Barillas vom Tode Barrios’ hörte, begab er sich umgehend nach Guatemala-Stadt, wo er am Tage der Beerdigung Barrios’ eintraf, und verlangte, in Nachfolge Barrios’ zum provisorischen Präsidenten ernannt zu werden. Diese Funktion hatte am Tage des Todes von Präsident Barrios bereits dessen erster Stellvertreter Alejandro Sinibaldi übernommen. Unter Hinweis auf eine unter seinem Kommando stehende Truppe von 5.000 Mann, die vor den Toren der Stadt lagere, gelang es Barillas, Sinibaldi zum Rücktritt zu bewegen. Daraufhin wurde Barillas noch am gleichen Tag zum provisorischen Präsidenten ernannt. Tatsächlich war Barillas allein nach Guatemala-Stadt gekommen, die vor der Stadt lagernde Truppe existierte nicht.
Zwar schrieb die damalige guatemaltekische Verfassung vor, dass ein Übergangspräsident zeitnah Neuwahlen anzusetzen habe, Barillas dehnte seine provisorische Präsidentschaft jedoch auf volle sechs Jahre aus. Dabei half ihm ein Aufstand im Departement Huehuetenango im Jahre 1887, den er zum Anlass nahm, von der Verfassung garantierte Rechte vorübergehend auszusetzen und das Parlament aufzulösen.
Eine der wichtigsten Amtshandlungen Barillas’ als Präsident war die Beendigung des bewaffneten Konflikts mit El Salvador. Seine Politik war jedoch im Wesentlichen eine Fortsetzung der Politik Barrios’, er befürwortete ebenso wie Barrios die Wiederherstellung der Zentralamerikanischen Konföderation und nahm die diplomatischen Bemühungen hierum wieder auf.
Als Barillas schließlich doch die von der Verfassung geforderten Neuwahlen ansetzte, versuchte er mit allen Mitteln einen Sieg seines schärfsten Gegenkandidaten, des Generals Reina Barrios zu verhindern. So schickte er diesen kurz vor dem Wahltermin in einer diplomatischen Mission nach Deutschland. Dort stellte Reina fest, dass die Mission ein Täuschungsmanöver war. Dennoch gewann Reina die Wahlen des Jahres 1892. Barillas versuchte zwar noch, sich durch einen Putsch an der Macht zu halten, musste aber schließlich die Präsidentschaft an Reina übergeben.

### Exil und Tod
Nach seinem Rückzug aus der Politik lebte Barillas zunächst einige Jahre auf seinen Landgütern an der Pazifikküste. Er war dort inzwischen Eigentümer von fünf großen Kaffeeplantagen mit einer Gesamtgröße von rund 30.000 ha und damit größter Kaffeeproduzent Guatemalas.
Unter der Präsidentschaft von Manuel Estrada Cabrera musste er jedoch das Land verlassen. Die Plantage "El Pensiamento" wurde durch das Hamburger Unternehmen Schlubach & Co. erworben.  Barillas zog nach Mexiko ins Exil und organisierte von dort aus im Jahre 1906 einen Aufstand gegen die Regierung Cabrera, der einen zentralamerikanischen Krieg auslöste. Dieser Krieg konnte erst durch Vermittlung der Präsidenten der USA und Mexikos, Theodore Roosevelt und Porfirio Díaz, beendet werden. Barillas fiel im Jahre 1907 in Mexiko-Stadt einem Attentat zum Opfer, hinter dem die Regierung Estrada stand. Die beiden Attentäter Florencio Reyes Morales und Bernardo Mora wurden am 8. September 1907 hingerichtet.